# NGC 5570
NGC 5570 (NGC 5519) je spiralna galaktika u zviježđu Volaru. Naknadno je utvrđeno da je NGC 5519 ista galaktika.

## Vanjske poveznice
- (engl.) SEDS: NGC 5570
- (engl.) Hartmut Frommert: Revidirani Novi opći katalog
- (engl.) Izvangalaktička baza podataka NASA-e i IPAC-a
- (engl.) Astronomska baza podataka SIMBAD
- (engl.) VizieR
- DSS-ova slika NGC 5570  Arhivirana inačica izvorne stranice od 3. kolovoza 2016. (Wayback Machine)
- (engl.) Auke Slotegraaf: NGC 5570 Deep Sky Observer's Companion
- (engl.) Courtney Seligman: Objekti Novog općeg kataloga: NGC 5550 - 5599